# مجلة تاكي
مجلة تاكي هي مجلة إلكترونية للسياسة والثقافة نشرها الصحفي اليوناني تاكي ثيودوراكوبولوس، وشغل منصب رئيس تحريرها ابنته ماندولينا ثيودوراكوبولوس. أُطلق على المجلة في البداية الدرج العلوي لتاكيTaki's Top Drawer، ثم أُعيد تصميم الموقع وأُعيد إطلاقه تحت عنوانه الحالي في مارس 2008 مع إعادة تصميم لاحقة في عام 2010. تأسست المجلة في 5 فبراير 2007، وكان الهدف من الموقع، كما جاء وفقًا لثيودوراكوبولوس، هو «زعزعة العالم المتملل للرأي» المحافظ «المزعوم...». «مجلة تاكي هي مجلة ليبرالية؛ حيث نعتقد فيها أن أفضل القصص هي تلك الذكية، البسيطة، والملائم ثقافيًا، نحن نأخذ سياساتنا مثلما نأخذ الحياة - على محمل الجد». أثار الموقع بعض الجدل في عام 2013 بعد نشره مقالات دعم فيها للحزب السياسي المتطرف اليوناني الفجر الذهبي Golden Dawn.
يشير اسم «الدرج العلوي لتاكي» أيضًا إلى قسم ظهر في صحيفة نيويورك برس New York Press. تم تحرير المجلة من قِبَل ثيودوراكوبولوس وسام شولمان، حيث ظهر في عمود الصحيفة الدورية لتاكي، بالإضافة إلى مساهمات من غيرها من المحافظين التقليدييين البارزين وبعض الليبراليين بما فيهم جورج سزاملي. ساهم أيضاً سكوت ماكونيل في المجلة، ويحمل الموقع أعمدة مشتركة من تأليف بات بوكانان وميشيل مالكين.

## مساهمون بارزون
- جو بوب بريغز
- بيتر بريملو
- بات بوكانان
- جاك بوكبي
- ثيودور دالريمبل
- كيفن دينا
- جون ديربيشاير
- نيكولاس بورغيس فاريل
- الكسندر فيسك هاريسون
- شون جاب
- تشارلز جلاس
- جيم جواد
- ديفيد جوردون
- بول جوتفريد
- كيفن جوتزمان
- ليون هدار
- جاك هنتر
- تشارلز سي. جونسون
- بيل كوفمان
- إي كريستيان كوبف
- أليكس كوتيراج
- ميشيل مالكين
- اريك مارغوليس
- روبرت ستايسي ماكين
- غافن ماك انيس
- إيلانا ميرسر
- أندرو نابوليتانو
- جوستين ريموندو
- بول راي رمزي
- ستيف سايلر
- كاثي شايدل
- ريتشارد سبنسر
- تيم ستانلي
- جاريد تايلور
- تاكى ثيودوراكوبولوس
- ديريك تيرنر
- روبرت فيسبيرج
- توماس وودس

## روابط خارجية
- الموقع الرسمي